# Groundhopping

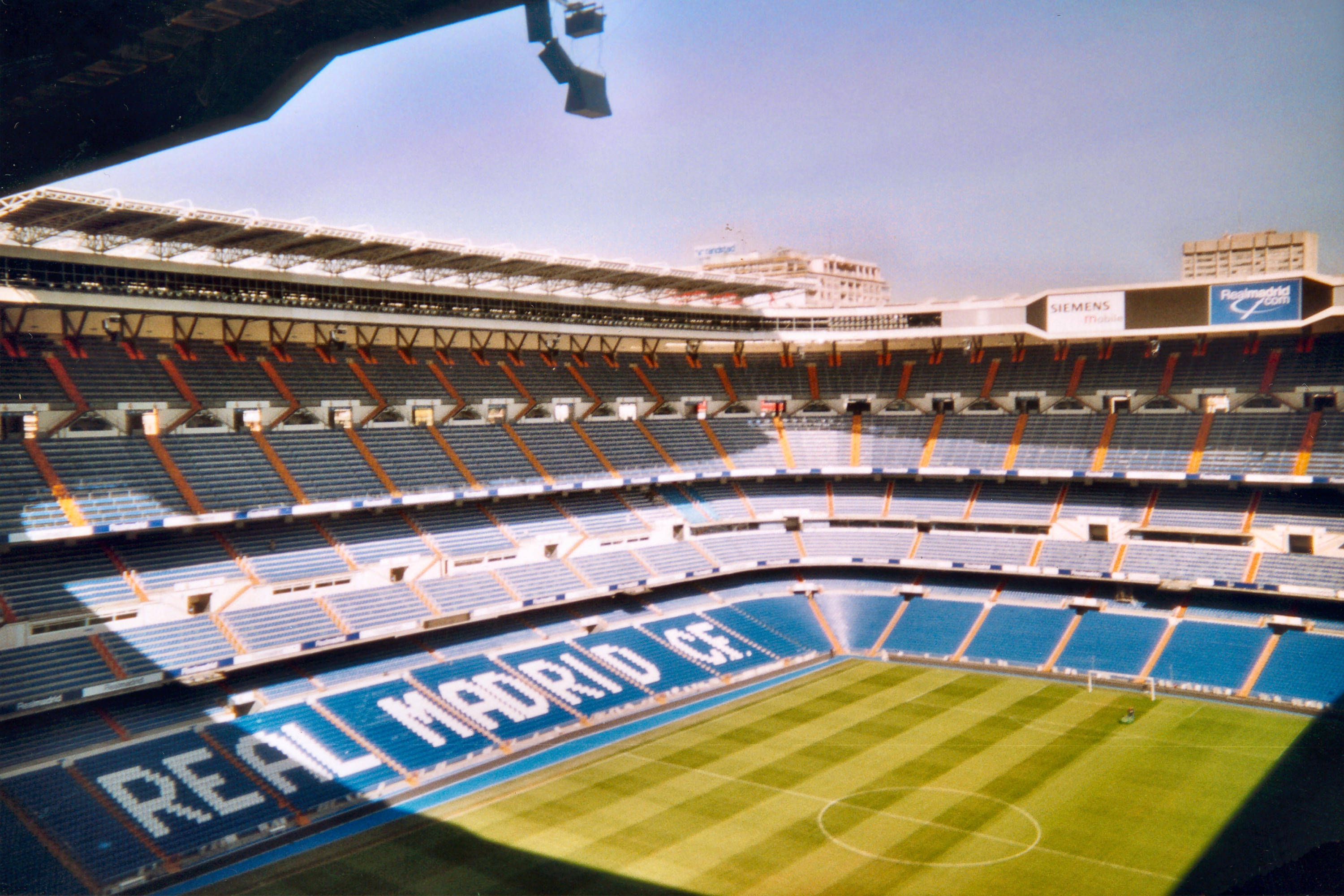
Bernabeu, Stadion von Real Madrid

Groundhopping ist eine Sammelleidenschaft von Fußballfans (Groundhoppern), bei der es darum geht, Spiele in möglichst vielen verschiedenen Stadien zu besuchen. Die Szene ist weitgehend unorganisiert, einheitliche Regeln gibt es kaum. Der Begriff wird inzwischen auch von Fans anderer Sportarten verwendet.

## Begriff
Das Wort Groundhopping setzt sich zusammen aus dem englischen Substantiv ground und dem Verb to hop. Ground bezeichnet unter anderem das Spielfeld eines Stadions oder einer Halle. To hop bedeutet hüpfen oder springen. Groundhopping meint also das schnelle Hüpfen von Stadion zu Stadion.

## Geschichte

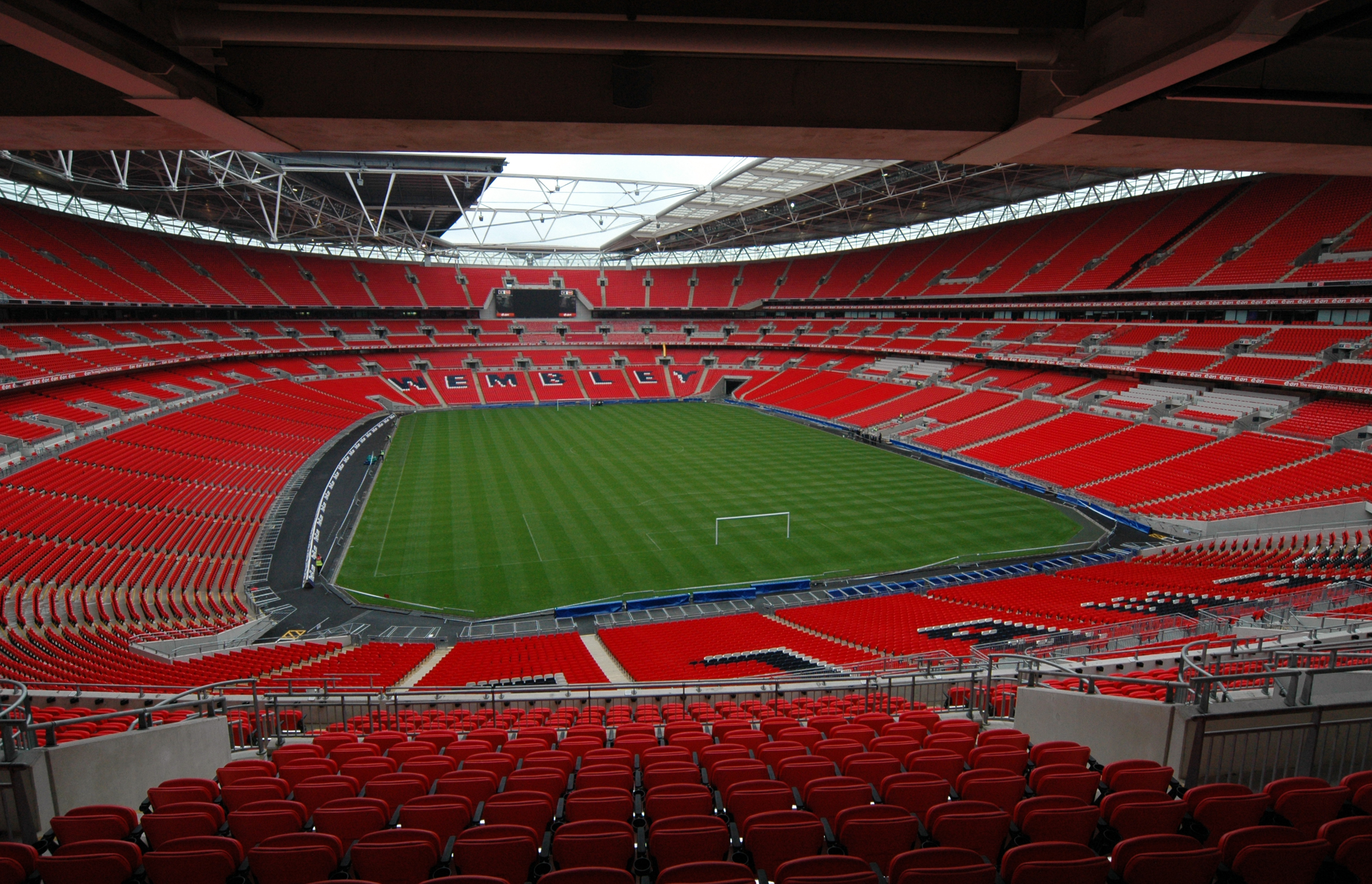
Wembley-Stadion in London

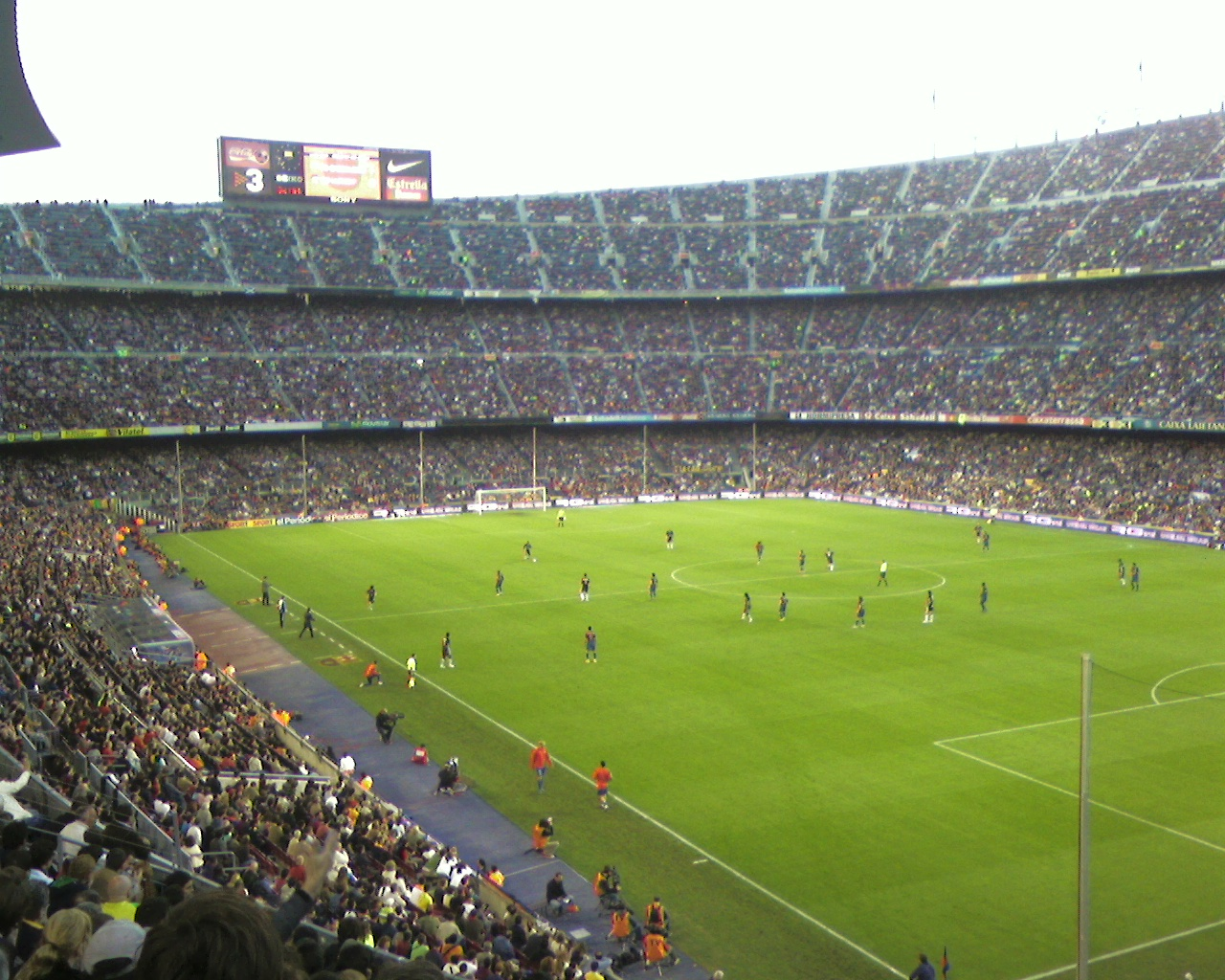
Camp Nou, Stadion des FC Barcelona

Die erste Idee, Groundhopping organisiert zu betreiben, hatte der Brite Geoff Rose 1974. In der Fußballzeitschrift Football League Review schlug er vor, für Fans, die alle 92 Stadien der vier englischen Profiligen besucht hatten, eine spezielle Krawatte zu produzieren. Der 92 Club wurde dann vier Jahre später, am 2. September 1978, gegründet. Für die Klubmitglieder gelten strenge Regeln: so müssen alle besuchten Stadien mit Datum, Ergebnis, beteiligten Mannschaften und Zuschauerzahl dokumentiert werden. Eine genaue Überprüfung findet jedoch nicht statt.
Daneben existiert der 38 Club für alle Stadien der schottischen Profiligen. Viele Hopper, die alle Stadien des Profifußballs besucht haben, wenden sich dem Non-League football unterhalb der vierten Liga zu. Während viele Groundhopper Länder und Stadien auf der ganzen Welt besuchen, verlassen die Briten das Vereinigte Königreich und Irland nie oder nur selten: der entscheidende Unterschied zum kontinentalen Groundhopping.
Außerhalb Englands hat sich die Bewegung seit den 1990er Jahren vor allem in Deutschland entwickelt. Für viele Fans war die Fußball-Weltmeisterschaft 1990 in Italien der Anlass, erstmals Spiele im Ausland zu besuchen. Neben dem 92 Club und 38 Club gibt es nur noch in Deutschland eine Organisation für Groundhopper: Die V. d. G. D. (Vereinigung der Groundhopper Deutschlands) wurde 1993 gegründet. Die Idee wurde ein Jahr zuvor von neun deutschen Fans in Italien beim Derby della Capitale zwischen Lazio und AS Rom geboren. Wer Mitglied werden wollte, musste in den ersten Jahren 100 Stadien in zehn Ländern (Länderpunkte) besucht haben und mindestens 16 Jahre alt sein. 2003 wurden die Regeln verschärft: so muss man jetzt 300 Stadien in 30 Ländern vorweisen. Nach eigenen Angaben hat der Verein 75 Mitglieder. Aufgenommen werden können nur Leute, die von anderen Mitgliedern vorgeschlagen werden und bei einer Abstimmung unter den Mitgliedern nicht mehr als 20 Prozent Gegenstimmen bekommen.
Die Szene ist allerdings weitaus größer und unübersichtlich, da viele Hopper auf eigene Faust tätig sind. Eine relevante Szene gibt es mittlerweile auch in Österreich, der Schweiz und den Niederlanden.
Durch die Digitalisierung hat sich die Groundhopper-Szene deutlich gewandelt und die Teilnahme ist durch den Zugang zu Informationen einfacher geworden. So gibt es seit 2011 mit der Futbology-App (ursprünglich Groundhopper-App) inzwischen eine Android- und iOS-Anwendung, mit der auf Smartphones u. a. Fußballspiele gesucht werden können und sich Nutzer vor Ort einloggen können. Allein im Google Play Store verzeichnet die App über 100.000 Downloads.

## Regeln

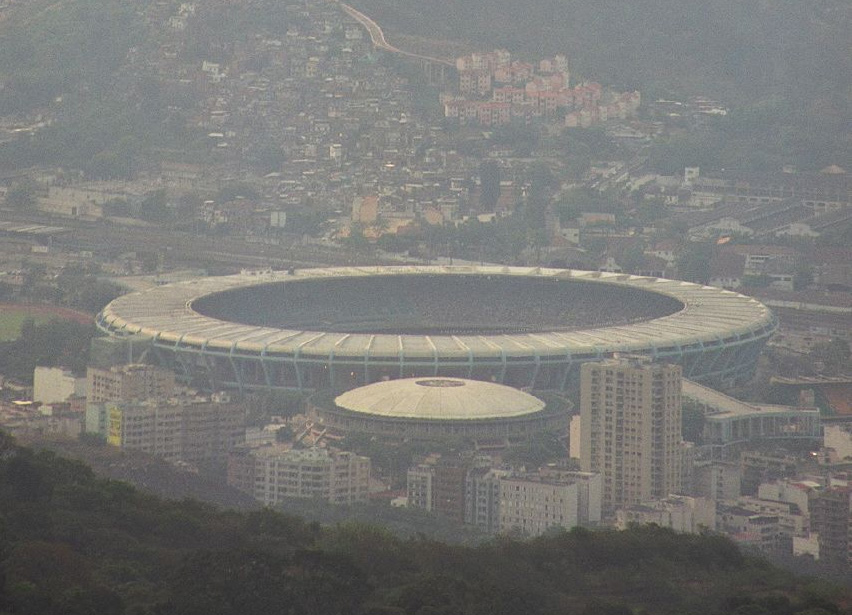
Maracanã in Rio de Janeiro

Ziel der V. d. G. D. war von Anfang an eine Vereinheitlichung der Zählweise, die es allerdings auch weiterhin nicht gibt. Keinen Konsens gibt es vor allem darüber, ab wann ein Ground als gemacht gilt. Die englische Zählweise schreibt 90 Minuten Anwesenheitspflicht vor und lässt Freundschaftsspiele nur bei Nationalmannschaften zu. Auf dem Kontinent herrscht weder über die Länge eines Stadionbesuchs noch über die Art des Spiels, zum Beispiel Profi- oder Amateurspiel, Einigkeit. Viele akzeptieren ein Spiel und ein Stadion schon nach einer Halbzeit, anderen reicht bereits eine Viertelstunde. Grundvoraussetzung ist lediglich, dass ein Spiel stattfindet und es sich nicht um eine reine Stadionbesichtigung handelt. Einen Länderpunkt erhält man, wenn man das erste Spiel, je nach Zählweise, in einem Staat oder auf dem Gebiet eines FIFA-Mitgliedverbandes gesehen hat.

## Medien
Zentrale Publikation der Groundhopping-Szene ist der Groundhopping-Informer, der einmal pro Jahr erscheint. Das Buch versteht sich als eine Art Adressbuch des Weltfußballs, das nahezu alle Stadien der Welt mit Adresse, Telefonnummer und Fassungsvermögen auflistet. In Deutschland reicht das Verzeichnis bis hinunter in die Landesligen. Im Anhang sind  hunderte weiterer Stadien aufgeführt, die keiner Liga zugeordnet werden können.
Vierteljährlich erscheint der Europlan mit vielen Informationen zum Thema: Mitfahrgelegenheiten, Reisetipps oder Spielpläne. In Großbritannien erscheint wöchentlich der Football Traveller in einer Auflage von 800 Exemplaren.
Darüber hinaus gibt es im deutschsprachigen Raum zahlreiche Groundhopping-Fanzines und insbesondere auf der Plattform Football was my first Love mehrere Podcast-Formate zum Thema Groundhopping.

## Einordnung

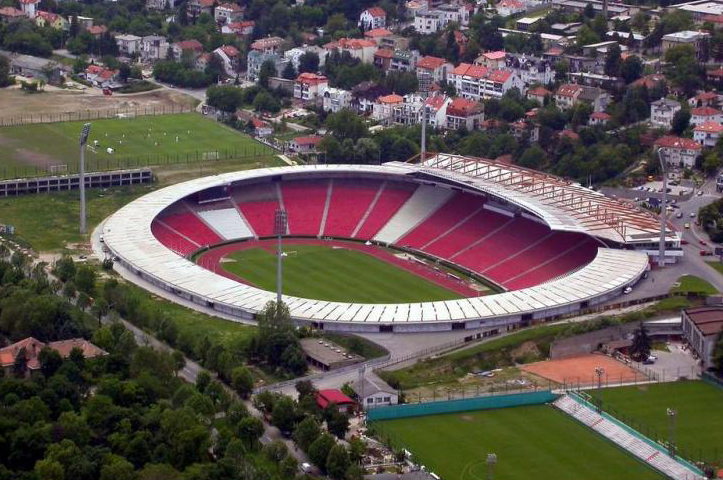
Stadion des FK Roter Stern Belgrad

Für viele Fans ist Groundhopping weit mehr als nur ein Hobby. Nicht wenige ordnen ihm ihr ganzes Leben unter. Manche nehmen Kredite auf, um die aufwendigen Touren finanzieren zu können. Groundhopper fahren nicht selten viele hundert oder sogar tausend Kilometer mit dem Auto oder Zug, um mehrere Spiele an einem Tag zu sehen.
Auch Abenteuerlust und Kritik an der zunehmenden Kommerzialisierung des Fußballs spielen eine Rolle. Man schätzt die Stimmung in den Stadien Ost- und Südosteuropas, die von normalen Fans noch weitgehend unentdeckt sind. Andere besuchen Stadien in Afrika, Süd- oder Mittelamerika und planen Reisen, die an Extremtourismus erinnern und mit einer bürgerlichen Existenz nur schwer vereinbar sind.

## Eishockey
Auch viele Eishockeyfans haben sich mittlerweile zu Groundhoppern entwickelt. Dabei sind die Kriterien hinsichtlich der Zählweise ähnlich ungeklärt wie beim Fußball. Allgemein gilt eine Eishalle als besucht, wenn man darin mindestens zwei Drittel oder einunddreißig Minuten (reine Spielzeit) eines Eishockeyspiels gesehen hat. Eine Vereinigung wie im Fußball gibt es nicht, gemeinsame Fahrten werden in unabhängigen Internet-Foren geplant.

## Dokumentationen
- Carlo Farsang, Jörg Heinisch: Futbol fanatico. 174 Minuten. 2007.